# The Bridge (Sting)
| Recensione | Giudizio |
| ---------- | -------- |
| Newsic     | 6,75/10  |
| Ondarock   | 5/10     |
| Rockol     | 7,5/10   |

The Bridge è il quindicesimo album in studio da solista del cantautore britannico Sting, pubblicato il 19 novembre 2021.

## Promozione
Il 25 agosto 2021 è stato annunciato che Sting avrebbe pubblicato un nuovo album il 19 novembre successivo intitolato The Bridge. Il 1º settembre 2021, If It's Love è uscito come primo singolo estratto dall'album.

## Tracce
Testi di Sting, eccetto dove indicato.
1. Rushing Water – 3:17
2. If It's Love – 3:12
3. The Book of Numbers – 3:18
4. Loving You – 4:24
5. Harmony Road – 3:18
6. For Her Love – 3:45
7. The Hills on the Border – 4:16
8. Captain Bateman – 4:14
9. The Bells of St. Thomas – 4:08
10. The Bridge – 2:33

Tracce bonus nell'edizione deluxe
1. Waters of Tyne – 2:10
2. Captain Bateman's Basement – 3:41
3. (Sittin' on) the Dock of the Bay – 2:54 (testo: Steve Cropper, Otis Redding)

Traccia bonus nell'edizione giapponese
1. I Guess the Lord Must Be in New York City (testo: Harry Nilsson)

## Musicisti
- Sting: voce, basso
- Dominic Miller: chitarra
- Martin Kierszenbaum: tastiere
- Frédéric Renaudin : synthesizer
- Branford Marsalis: sassofono, clarinetto
- Manu Katché, Josh Freese: batteria
- Gene Noble, Jo Lawry, Laila Biali, Melissa Musique : backing vocals

## Classifiche
| Classifica (2021) | Posizione massima |
| ----------------- | ----------------- |
| Austria           | 7                 |
| Belgio (Fiandre)  | 23                |
| Belgio (Vallonia) | 5                 |
| Canada            | 90                |
| Francia           | 14                |
| Germania          | 5                 |
| Giappone          | 23                |
| Italia            | 26                |
| Paesi Bassi       | 27                |
| Portogallo        | 45                |
| Regno Unito       | 27                |
| Spagna            | 50                |
| Stati Uniti       | 101               |
| Svizzera          | 5                 |